# 固态电子器件

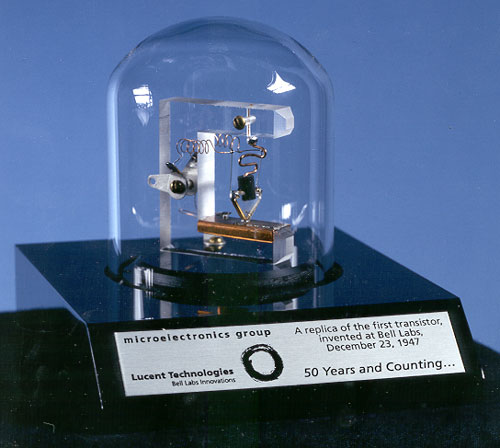
1947年11月由贝尔实验室研制出的第一个晶体管（复制品）

PN结的工作涉及电子和空穴两种载流子

固态电子器件（英語：Solid-state electronics）是指那些完全使用固体电子材料、并利用束缚于其内电子或者其他载流子导电的电路器件。这一概念经常用来与早期的技术如真空管等作比较。并且，“固态”一词还特别地将电子-机械综合设备，例如继电器、开关和硬盘，和其他具有活动件的设备排除开外。虽然固态电子器件材料包括结晶体、多晶体、无定形体，并且包括导体、绝缘体和半导体，固态电子器件还是以结晶半导体为主。
通常的固态器件包括晶体管、微处理器芯片以及动态随机存取存储器（Dynamic random-access memory (DRAM)）等。动态随机存取存储器在计算机及其相关产品中应用广泛，而且最近的固态硬盘有取代传统机械旋转式硬盘的趋势。固态电子器件的行为涉及了大量的电磁学、量子力学过程。固态电子器件的概念在1950年代和1960年代开始变得流行，那段时间业界经历了真空管到半导体二极管和之后的晶体管的技术转变。后来，集成电路（integrated circuit (IC)）、发光二极管（light-emitting diode (LED)）以及液晶显示器（liquid-crystal display (LCD)）等成为了固态电子设备研究的新成果。

## 概要
在固态电子器件中，电流被约束在固态物质之中，并设计特定的方式让它关断或者方法。可以通过两种方式理解电流：一种是传统的带有负电荷电子，另一种是带有正电荷的空穴（electron holes）。在有的半导体中，电流主要是流动的电子，而在另一类半导体中，电流主要是流动的空穴。上述两种电流的组成成分都被成为“载流子”。
对于数据存储设备，固态器件比传统的硬盘等更快、更可靠，但是在现阶段通常更昂贵。虽然固态器件的价格不断在下降，磁盘、磁带以及光盘也不断在改善其性能价格比，这一市场的竞争依然激烈。
第一个固态电子器件可以追溯到1930年代用在无线电接收器中的检波器。一个外表类似胡须的导线被放置并与固态材料（例如锗）接触，从而通过接触结效应（contact junction effect）探测无线电信号。不过，固态电子器件的蓬勃发展还是要到之后1947年晶体管的发明之后。日後的大部分科技產品都與它直接關係。
在1960年代和1970年代，用晶體管代替了笨重，易碎，耗能的真空管，這不僅在技術上而且在人們的生活習慣上都掀起了一場革命，這使得第一個真正的便攜式消費電子產品成為可能，例如晶體管收音機，盒式磁帶播放機，對講機對講機和石英手錶，以及第一批實用的計算機和手機。
固態電子設備的示例包括微處理器芯片，LED燈，太陽能電池，相機中使用的電荷耦合器件（CCD）圖像傳感器和半導體激光器。

## 延伸閱讀
- (PDF). pricegrabber.com. : 7  [2009-01-28]. （原始内容 (PDF)存档于2009-02-26）.